# Siebera commutata
Siebera commutata är en flockblommig växtart som beskrevs av George Bentham. Siebera commutata ingår i släktet Siebera och familjen flockblommiga växter. Inga underarter finns listade i Catalogue of Life.